# CLT-UFA
ЦЛТ-УФА (CLT-UFA) — люксембургская франкоязычная телерадиокомпания. В 1929—1931 гг. называлась Люксембургское общество радиовещательных передач (Société Luxembourgeoise d'Études Radiophoniques, SLER), в 1931—1954 гг. — Люксембургская компания радиовещания (Compagnie Luxembourgeoise de Radiodiffusion, CLR), в 1954—1997 гг. — Люксембургская компания телевещания (Compagnie Luxembourgeoise de Télédiffusion, CLT).

## Радиовещательная деятельность компании
Компания ведёт:
- с 15 марта 1933 до 1940 и с 1945 года вещание по франкоязычной радиопрограмме «РТЛ», звучащей на длинных волнах, а во Франции на ультракоротких волнах, до 1966 года называвшейся «Радио Люксембур» (Radio Luxembourg);
- с 3 декабря 1933 до 1940 с 1945 года вещание по англоязычной радиопрограмме «Радио Люксембург», звучавшей на длинных волнах;
- с 1959 года вещание по люксембурго-язычной радиопрограмме «РТЛ Радио Лётцебург» (RTL Radio Lëtzebuerg), звучащей на ультракоротких волнах в Люксембурга;
- с 1957 до 1998 года вещание по немецкоязычной радиопрограмме «Радио Люксембург» (Radio Luxemburg), звучавшей на средних волнах.

## Телевещательная деятельность компании
- с 1991 года вещание по люксембурго-язычной телепрограмме «РТЛ Теле Лётцебург» (RTL Tele Lëtzebuerg);
- с 1984 до 1988 года вещание по немецко-язычной телепрограмме «РТЛ Плюс» (RTL plus), принимавшейся на обычную антенну в Германии

## Владельцы
Первоначально в руководство компании входили люксембуржец Франсуа Анен, французский издатель Анри Этьен, и французский инженер Жан ле Дюк — представитель компании Compagnie des Compteurs de Montrouge которая владела 84 % капитала новой компании и которая была связана секретным договором с группой CSF главным акционером Radio Paris, которая интересовалось Люксембургом чтобы там установить антенну радиовещания и таким образом избежать французских законодательных сложностей по получению лицензии на радиовещание для частных компаний. 29 сентября 1930 года был подписан договор между SLER и люксембургским правительством на 25 лет, по которому Люксембург получает 30 % от чистой прибыли будущей радиокомпании, которая должна начать вещание через максимальный срок 18 месяцев.
С 2000 года телерадиокомпания принадлежит медиа-холдингу «РТЛ Груп».

## Подразделения
- единица информации
- единица программ
- единица аудио

## Активы
Телерадиокомпании принадлежат:
- С 1988 года немецкая телекомпания «РТЛ Телевизьон»;
- С 1987 года французская телекомпания «М6»;
- С 1993 года немецкая телекомпания «РТЛ 2»;
- С 1999 года немецкая телекомпания «ВОКС»;